# Centrale idroelettrica di Gressoney
La centrale idroelettrica di Gressoney, ubicata nel comune di Gressoney-La-Trinité, in Valle d'Aosta, è una centrale a serbatoio (artificiale, stagionale) che sfrutta le acque dei torrenti Moss, Olene (che alimentano il Lago Gabiet).
Alla centrale è annessa una stazione a 132 kV.